# Fundación Alimentia
La Fundación Alimentia (Fundación para la Formación, Cualificación Profesional y Salud Laboral en el Sector Alimentario), es una organización sin ánimo de lucro española creada en octubre de 2004 para desarrollar todo tipo de actividades formativas, de prospección y de orientación, encaminadas a fomentar la formación y cualificación y su adaptación a las necesidades del sector de alimentación y bebidas, desarrollando las actividades pertinentes en materia de seguridad y salud en el trabajo así como en la prevención de riesgos laborales.
Esta fundación es consecuencia del Acuerdo para el Fomento de la Formación, el Empleo, las Cualificaciones Profesionales y la Prevención de Riesgos Laborales en el Sector de Alimentación y Bebidas que la Federación Española de Industrias de la Alimentación y Bebidas (FIAB), la Federación Agroalimentaria de UGT y la Federación Agroalimentaria de CCOO suscribieron en julio de 2003 y fue inscrita con la aprobación del Ministro de Trabajo y Asuntos Sociales en el Registro de Fundaciones Laborales en junio de 2005.
En julio de 2009 estos agentes sociales subscribieron un Acuerdo para la promoción de la seguridad y la salud en el trabajo en el sector de la industria de alimentación y bebidas, constituyendo un Órgano Paritario Sectorial Estatal en el seno de esta Fundación.
Asimismo colabora con la Fundación para la Prevención de Riesgos Laborales y otras entidades en la ejecución de diversos proyectos relacionados con la prevención de riesgos laborales.

## Objetivos
Los fines de la Fundación son los siguientes:
- Fomentar la formación.
- Fomentar el desarrollo y actualización de las capacidades profesionales de los trabajadores y empresarios del Sector de Alimentación y Bebidas con el fin de contribuir a la determinación de las cualificaciones y competencias profesionales específicas del Sector, como base para la identificación de la formación, orientación e inserción profesional más adecuadas a las necesidades individuales y colectivas de los trabajadores y empresas.
- Fomentar el empleo.
- Fomentar la prevención de riesgos laborales en el Sector de Alimentación y Bebidas.

## Beneficiarios
En el artículo 12 de los estatutos se establece como beneficiarios de la fundación los trabajadores y empresarios del Sector de la Alimentación y Bebidas, así como sus familiares.

## Órganos de gobierno
El Patronato es el órgano de gobierno, representación, disposición y administración de la Fundación y está constituido por doce patronos: seis por la Federación Española de Industrias de Alimentación y Bebidas (FIAB), tres por la Federación Agroalimentaria de UGT y tres por la Federación Agroalimentaria de CC.OO. Los miembros del Patronato designan al Presidente, cuyo cargo es rotativo cada dos años, recayendo alternativamente en un representante de la patronal y en un representante de las organizaciones sindicales. Asimismo existen de acuerdo con sus estatutos dos Vicepresidentes, un Secretario y cinco vocales, así como una Comisión Delegada, todos ellos designados por los miembros del patronato.
El Patronato fundacional estaba constituido por doce miembros designados:
- seis por la Federación Española de Industrias de la Alimentación y Bebidas: D. Miguel Huerta Dana, D.ª Isabel Masip Argilaga, D. José Antonio Roselló Such, D.ª Susana María García Dolla, D. Pedro Valentín-Gamazo de Cárdenas y D. José Jordana Butticaz;
- tres por la Federación Agroalimentaria de la Unión General de Trabajadores: D.ª María Blanca Uruñuela Aguado, D. Luis Miguel Serrano Núñez y D. Daniel Emilio Díaz Aranda;
- y tres por la Federación Agroalimentaria de Comisiones Obreras: D.ª Cecilia Sanz Fernández, D. Jesús Villar Rodríguez y D. Juan Antonio Conde Valdés.

## Entidades que constituyen el patronato
- Federación Española de Industrias de la Alimentación y Bebidas FIAB
- Federación Agroalimentaria de UGT
- Federación Agroalimentaria de CC.OO.